# Pierre de Caen

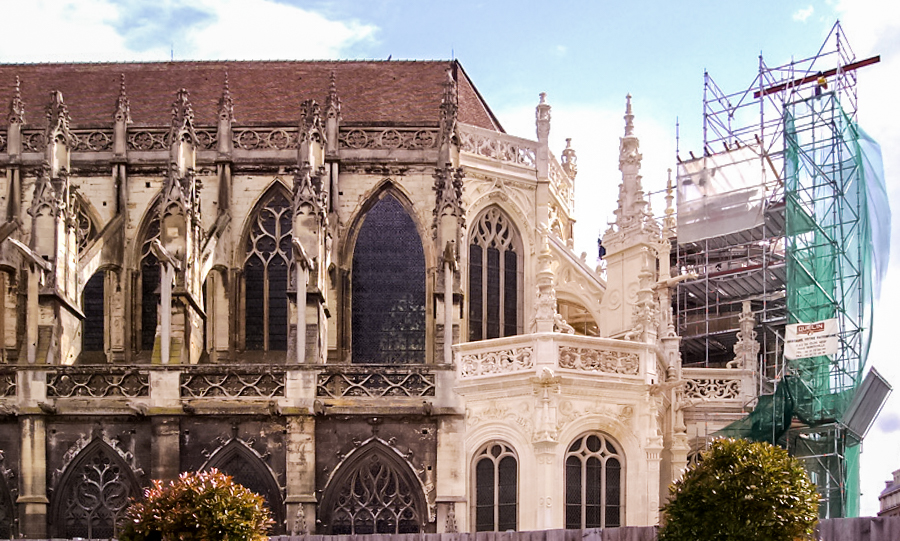
Kirche Saint-Pierre in Caen

Pierre de Caen (deutsch Caen-Stein oder „Stein aus Caen“) ist der Name des in der Umgebung von Caen abgebauten hellen ockerfarbenen und oolithischen Kalksteins. In der Vergangenheit waren auch die Namen Pierre d’Allemagne und Pierre de la Maladrerie in Verwendung.

## Geologie und Eigenschaften
Der Caen-Stein entstammt Ablagerungen aus der Jurazeit (Bathonium). Er ist ein oolithischer Kalkstein mit sehr feiner Körnigkeit. Eine Politur ist wegen seiner hohen Porosität (24 bis 31 Volumenprozent) nicht möglich.
Er besitzt gute Festigkeitswerte und lässt sich leicht bearbeiten. Bezeichnend dafür ist das Sprichwort „Der Caennaiser Kalkstein lässt sich schnitzen wie Holz und ist hart wie Granit“.

## Verwendung
Das Gestein hat die Bauweise in der Stadt Caen sowie in der Normandie geprägt. Die meisten historischen Bauwerke der Stadt (Burg, Kirchen) sind aus diesem Material erbaut, das auch noch heute Verwendung findet. Seine historisch bevorzugten Anwendungen lagen in Skulpturen und ornamentalen Architekturteilen.
Es wurde während der Herrschaft Wilhelms des Eroberers über den Ärmelkanal transportiert und zum Bau wichtiger Gebäude Englands verwendet. Belegt sind Anwendungen an der Westminster Abbey, dem Londoner Parlamentsgebäude, der Kathedrale von Canterbury und Windsor Castle. Für den Kölner Dom erfolgten Lieferungen, die dort verwendet wurden. In den USA wurde die Saint Patrick Kathedrale in New York mit diesem Stein errichtet.
Die unterirdischen Steinbrüche, die in der Vergangenheit große Rohblöcke erbrachten, sind heute geschlossen. Abbaustellen sind für die Gemeinden Caen, Venoix, Bretteville-sur-Odon und Fleury-sur-Orne (damals Allemagne) nachweisbar. Der Name des Dorfes Allemagne wurde im Jahre 1917 durch den Namen Fleury-sur-Orne ersetzt, weil Fleury-devant-Douaumont (bei Verdun) eines der neun im Ersten Weltkrieg „zerstörten Dörfer“ gewesen war, das total zerstört wurde. „Allemagne“ bedeutet eigentlich „Deutschland“, doch der Ortsname bezog sich auf Alamannen, die sich als Soldaten der römischen Armee zur Zeit des spätrömischen Reiches niedergelassen hatten.